# Arcuphantes tsushimanus
Arcuphantes tsushimanus là một loài nhện trong họ Linyphiidae.
Loài này thuộc chi Arcuphantes. Arcuphantes tsushimanus được Hirotsugu Ono & Kendo Saito miêu tả năm 2001.